# Al-Salām al-Maliki al-Urdunnī
Al-Salām al-Maliki al-Urdunnī (in arabo السلام الملكي الأردني‎?, «Pace al Re di Giordania») è l'inno nazionale della Giordania. Il testo è stato scritto da ʿAbd al-Munʿim al-Rifāʿī, mentre la musica è di ʿAbd al-Qādir al-Tanīr. Il brano è stato adottato come inno nel 1946.

## Testo
عاش المليك
عاش المليك
سامياً مقامهُ
خافقاتٍ في المعالي أعلامه
نحن أحرزنا المنى
يوم أحييت لنا
نهضة تحفزنا
تتسامى فوق هامِ الشهب
يا مليك العرب
لك من خير نبي
شرف في النسب
حدثت عنه بطون الكتب
الشباب الأمجد
جندك المجند
عزمه لا يخمد
فيه من معناك رمز الدأب
يا مليك العرب
لك من خير نبي
شرف في النسب
حدثت عنه بطون الكتب
دمت نوراً وهدى
في البرايا سيدا
هانئا ممجدا
تحت أعلامك مجد العرب
يا مليك العرب
لك من خير نبي
شرف في النسب
حدثت عنه بطون الكتب
Traslitterazione
Āsha al-Malīk
Āsha al-Malīk
Sāmiʿan maqāmatu
Khāfiqātin fī l maʿālī aʿlāmahu
Naḥnu aḥraznā al-munā
Yawma aḥiyata lanā
Nahḍatun taḥfizunā
Tatāsamā fawqa hāmi al-shahbi
Yā malīk al-ʿArabi
Laka min khayr nabī
Sharafun fī l-nasabi
Ḥaddathat ʿanhu buṭūn al-kutubi
Al-shabāb al-amjadu
Junduka al-mujannadu
ʿAzmuhu lā yakhmadu
Fīhi min maʿnaka ramzu al-daʾbi
Yā malīk al-ʿArabi
Laka min khayr nabī
Sharafun fī l-nasabi
Ḥaddathat ʿanhu buṭūn al-kutubi
Dumta nūran wa hudā
Fī l-barāyā sayyidan
Hāniʾan mumajjadan
Taḥta aʿlāmuka majd al-ʿArabi
Yā malīk al-ʿArabi
Laka min khayr nabī
Sharafun fī l-nasabi
Ḥaddathat ʿanhu buṭūn al-kutubi